# Dimic
Dimic je priimek v Sloveniji, ki ga je po podatkih Statističnega urada Republike Slovenije na dan 1. januarja 2010 uporabljalo 130 oseb in je med vsemi priimki po pogostosti uporabe uvrščen na 3.445. mesto.

## Znani nosilci priimka
- Alen Dimic (*1984), telovadec
- Iva Dimic (*1972), ekonomistka in političarka
- Mario Dimic (*1984), telovadec
- Mateja Šušteršič Dimic, sodobna umetnica
- Simona Dimic (*1969), inženirka kemijske tehnologije, političarka?
- Viktor Dimic (*1934), fizik, materialograf (IJS)